# Chiến dịch sạch bát sạch đĩa
Chiến dịch sạch bát sạch đĩa (tiếng Trung: 光盘行动; bính âm: Guāngpán xíngdòng) là một chiến dịch được khởi xướng từ năm 2013 nhằm chống lãng phí thực phẩm và đảm bảo an ninh lương thực tại Trung Quốc. Ban đầu nó nhanh chóng nhận được hỗ trợ bởi chính phủ Trung Quốc. Phù hợp với cương lĩnh của nhà lãnh đạo Trung Quốc và tổng bí thư Đảng cộng sản Trung Quốc Tập Cận Bình về phòng chống tham nhũng và tăng cường kỷ luật cho các đảng viên, chính phủ Trung Quốc đã đưa ra các chỉ thị và yêu cầu hạn chế chi tiêu cho các bữa tiệc xã giao, vốn là nguyên nhân lớn gây lãng phí thực phẩm. Tuy nhiên, ngoài biện pháp đó, chính phủ hầu như đứng ngoài lĩnh vực tư nhân mà không có quy định trung tâm nào về các hoạt động tư nhân đối với lãng phí thực phẩm. Đã có một số nỗ lực của địa phương, nhưng hầu hết trong số đó đã lụi tàn.
Chính vì lý do này, chính phủ Trung Quốc bắt đầu có những hành động cứng rắn, kiên quyết hơn đối với tình trạng lãng phí thực phẩm. Ngày 11 tháng 8 năm 2020, nhà lãnh đạo Trung Quốc Tập Cận Bình một lần nữa lại công bố chiến dịch Chiến dịch sạch bát sạch đĩa và kêu gọi người dân hạn chế lãng phí thực phẩm, đặc biệt trong bối cảnh đại dịch COVID-19 để đảm bảo an ninh lương thực. Gần đây nhất, vào ngày 29 tháng 4 năm 2021, Dự luật phòng chống lãng phí thực phẩm đã được Ủy ban Thường vụ Đại hội đại biểu nhân dân toàn quốc Trung Quốc khóa XIII thông qua.

## Bối cảnh

### Tình trạng lãng phí thực phẩm
Một báo cáo năm 2018 của WWF về lãng phí thực phẩm tại các thành phố của Trung Quốc cho thấy tổng cộng 17-18 triệu tấn thực phẩm bị lãng phí hàng năm. Trung bình, cứ một người có thể lãng phí đến 93 gram thực phẩm mỗi bữa tại các thành phố được khảo sát như Bắc Kinh, Thượng Hải, Thành Đô và Thành Quan, trong đó rau và các thực phẩm thiết yếu chiếm phần lớn lượng lãng phí. Lượng thức ăn lãng phí được phát hiện có liên quan đến nhiều yếu tố: quy mô nhà hàng, mục đích của bữa ăn, v.v. 
Trung bình, khách du lịch lãng phí thức ăn nhiều hơn so với người bản địa; các nhà hàng lớn đã lãng phí thực phẩm rất nghiêm trọng; tụ tập bạn bè và các bữa ăn có mục đích kinh doanh cũng góp phần làm lãng phí thực phẩm nhiều hơn. Nghiên cứu cũng cho thấy tình trạng lãng phí thực phẩm ở các trường tiểu học và trung học trên mức trung bình.